# Заступник міського голови
Заступник мера (також відомий як віце-мер або іноді навіть помічник мера) є виборною або призначуваною посадою чиновника другого рангу, присутній у багатьох, але не у всіх місцевих органах влади.